# آدامز فاروق
آدامز فاروق (بالإنجليزية: Adams Farouk)‏ هو لاعب كرة قدم غاني، ولد في 3 أبريل 1989.